# Cosmopterix bambusae
Cosmopterix bambusae là một loài bướm đêm thuộc họ Cosmopterigidae. Loài này có ở Ấn Độ.